# Кастел ди Туза (Месина)
Кастел ди Туза је насеље у Италији у округу Месина, региону Сицилија.
Према процени из 2011. у насељу је живело 850 становника. Насеље се налази на надморској висини од 3 м.